# Stogodišnji hrvatsko-turski rat
Stogodišnji hrvatsko-turski rat, Stogodišnji rat protiv Turaka ili Stogodišnji rat s Osmanlijama naziv je za niz sukoba relativnog nižeg intenziteta ("mali rat") između Hrvatskog Kraljevstva koje je u tom razdoblju promijenilo kraljeve iz nekoliko dinastija (Jagelovići, Zapolje i Habsburgovci) i Osmanskoga Carstva.

## Vremenski tijek
Za početak Stogodišnjeg hrvatsko-turskog rata se po jednim kriterijima uzima katastrofalni poraz u Krbavskoj bitci 1493., a završna točka Sisačka bitka iz 1593. godine.
Po drugim kriterijima se uzima od 2. polovice 15. stoljeća i cijelo 16. stoljeće.
Po trećim kriterijima je taj rat završio najnižom točkom 1606., kada je mirom na Žitvi dobiven rat za Hrvatsku na kupskoj granici. 15. i 16. stoljeće su iz tog razloga u lirsko-epskom spjevu Pavla Rittera Vitezovića nazvani Dva stoljeća uplakane Hrvatske (Plorantis Croatiae saecula duo carmine descripta).

## Bojište
Bojište je bilo područje Hrvatskoga Kraljevstva na istoku, od granične crte na istoku iz razdoblja prije turskih osvajanja sve do istočne granice – kako neki pisci navode – ostataka ostatakâ Hrvatske (Reliquiae reliquiarum olim magni et inclyti regni Croatiae", tj. Ostaci ostataka nekada velike i slavne kraljevine Hrvatske).
Nakon poraza kod Bitke na Krbavskom polju 1493., Turci su započeli opsjedati važna hrvatska uporišta i utvrde: Knin i Skradin pali su pod tursku vlast 1522., a dvije godine nakon Mohačke bitke 1526. pod tursku vlast pada i Jajce, vjerojatno između 20. i 28. siječnja 1528. Tako crta obrane biva pomaknuta unazad te se osvajanjem Požege 1536., Klisa 1537., Nadina i Vrane kod Pakoštana 1538. svela na crtu Požega-Bihać-Velebit-Zrmanja-Cetina.
Krajem 1540. Osmansko Carstvo okupiralo je hrvatska područja do Senja i Karina, stavljajući Hrvatsku u nezgodan položaj između tih okupiranih dijelova i posjeda Mletačke Republike u Dalmaciji. Do 1573. veći je dio Zagore bio pod mletačkom upravom, zbog čega je i napredak Osmanlija bio usporen.

## Međunarodni učinak
Za vrijeme tog rata je Hrvatsko Kraljevstvo pretrpjelo mnoštvo poraza u bitkama, no rat u kojem se borilo za svoje opstojanje nikad nije izgubilo. U isto vrijeme Hrvatsko Kraljevstvo nije nikad izgubilo bitna obilježja svoje samostalnosti.
Hrvatska borba protiv Osmanskog Carstva nije prošla nezapažena u krugovima europskih država, o čemu je dosta zapisano u "Monumenta Hungariae Historica, Codex diplomaticus partium Regno Hungariae adnexarum" iz 1903. (više od 600 isprava).

## Vrsta sukoba
Kroz tih 100 (odnosno 150 godina, ovisno o kriterijima) rat se na prostoru Hrvatskog Kraljevstva vodio u obliku niza manjih sukoba, pri čemu se nisu uvijek sukobljavale vojske, nego se radilo u neprestanim osmanskim pljačkaško-paliteljskim upadima kojima je bio cilj zastrašivanje i demoraliziranje civilnog stanovništva, gospodarsko iscrpljivanje i onemogućavanje normalnog gospodarskog života na pograničnim područjima. S druge strane, hrvatske i savezničke kršćanske snage su provodile protuudare, osobito u prvim fazama rata. Suočavanja vojskâ je bilo kao i presretanje tih upadnih skupina ili hvatanje skupina u povratku iz pohoda, no isto tako je bilo i bitaka velikog intenziteta.

## Povijesni uvod
Nakon bitke na Kosovom polju 1389. Osmansko Carstvo je počelo s pljačkaško-paleškim pohodima po Bosanskom i Hrvatskom Kraljevstvu. Prvo je napalo južno i središnje Bosansko Kraljevstvo, a nakon što je ono palo 1463. godine, turske su postrojbe krenule na primorske, središnje (Krbava) i istočne nizinske dijelove Hrvatskog Kraljevstva. Vremenom su Turci počeli s upadima i u Korušku i Štajersku. Turci su od pobjede na Kosovu polju 1389. do Krbavske bitke 1493. godišnje poduzimali od dva do deset pohoda u kojima su primjenjivali taktiku pustošenja napadnutog područja: spalili bi sve objekte u naselju, sve stanovništvo koje nije bilo ekonomski isplativo, stare i nemoćne bi poubijali, a sve drugo bi odveli u roblje, a sva materijalna dobra koja se moglo ponijeti bi odnijeli sa sobom.
Pored ekonomskih učinaka – osiromašivanje napadnutog područja putem pljačkanja i uništavanja ljudstva i objekata i na taj način namičući novac za plaćati svoju vojsku uz granicu, pohodi su imali izviđačku namjenu – prikupljalo se informacije o novim krajevima, a strateški je bilo unošenje nemira i straha na pograničnim područjima koja su postala ekonomski neutralizirana. Pohod pljačkaških postrojaba je pripremao teren za veću ofenzivu redovnom vojskom. Vojnici koji su vršili pohode zvali su se akindžije. Plaća im je bila sve što bi opljačkali na pohodima. Bili su lako konjaništvo, a u pohode su išli u broju od 5 do 10 tisuća. Njihova brzina, pokretljivost, hrvatski brdoviti i šumoviti tereni su ih činili praktično nevidljivima i neuhvatljivima po upadu, a vidljivi su postajali tek kad bi upali u naselje, što je onemogućavalo ikakvu kvalitetnu obranu. Pogodni su za napad postajali tek kada bi u povratku s plijenom postali spora meta.
Okolnosti u Hrvatskoj i Ugarskoj kao i u samoj kršćanskoj Europi su Osmanskom Carstvu išle na ruku. Hrvatsko-Ugarska je stalno trpjela zbog neprekidnog sukoba kralja i feudalaca sklonih samovlasti, kasnije i zbog građanskih ratova i seljačkih buna. U Hrvatskoj je to bio slučaj borbe između bana i najmoćnijih plemićkih obitelji. S druge strane, kralj je imao ambicije prema Češkoj i prevlasti u srednjoj Europi. Sve je to dovelo do toga da je Hrvatska pored turskih, trpjela i zbog upada kršćanskih snaga, primjerice njemačkih sa sjevera. Središnja vlast općenito nije ozbiljno shvaćala tursku opasnost, unatoč tome što su vrlo lako padale susjedne balkanske države pod tursku vlast, a ni poraz u bitci kod Varne nije europskim kršćanskim zemljama bila dovoljna lekcija.
Tako je obrana Hrvatskog Kraljevstva često doslovno bila prepuštena isključivo hrvatskim snagama: hrvatskom banu i hrvatskom plemstvu, posebice onima kojima su posjedi bili ugroženi ili već oteti napadima. Motivirala ih je obrana postojeće imovine ili možebitno vraćanje okupirane imovine, a mnoge je plemiće gubitak posjeda dovodio u položaj bezemljaša. Unatoč tako teškoj gospodarskoj podlozi, hrvatska obrana je često pobjeđivala akindžije, kada bi presretanje uspjelo. Poznata je pobjeda u bitci u klancu Vrpilama 1491., zvana i Prva krbavska bitka.

## Učinak na stanovništvo
Nakon što bi psihološki izmoreno stanovništvo iselilo, pogranična područja se nisu mogla gospodarski izdržavati i bilo ih je lakše osvojiti. Tako je izvorno pučanstvo s napadanih prostora iselilo u sigurnija područja na zapad, sjever i jug. Na ta ispražnjena pogranična područja su Turci naseljavali Vlahe, a u područja koja su se stabilizirala je dolazilo i muslimansko stanovništvo. Eskalacija iseljavanja je bilo 1520-ih, kad je u par godina opustjelo nekoliko središnjih hrvatskih županija: Knina, Odorja, Hotuče i Krbave.
Zbog te stoljetne ugroženosti starosjediteljâ u hrvatskom je jeziku nastalo vrlo bogato nazivlje koje je krajem 16. stoljeća znalo 4 osnovne skupine raseljenika: izbjeglice, prognanike, izgnanike i prebjege te tri zone ratne ugroze. Po klasifikaciji M. Mesića, postoje predbjeglice, prognanici, nagnane izbjeglice i izbjeglice pred ratnim razaranjima i okupacijom, izgnanici, prognanici, zarobljenici-prognanici, prebjezi.
Izbjeglice odnosno predbjeglice su bili pripadnici obitelji koji su pobjegli "prije svega", jer su imali gdje otići odnosno stranci. Nove sredine su ih dobro primile. Prognanici su branili svoj kraj do krajnje točke izdržljivosti, a kad je okupacija bila sasvim izvjesna, odlazili su u sigurnije krajeve ili u krajeve koji su padom njihovog kraja postali pogranični. Poznato je plemstvo koje je bilo dijelom te zajednice, jer je pad tih područja značio gubitak posjeda i socijalne sigurnosti, odnosno postajali su bezemljaši. Bernardin Frankapan je o tome rekao u govoru Oratio pro Croatia pred staležima Svetog Rimskog Carstva u Nürnbergu, 19. studenoga 1522. godine, kako "Hrvati ne žele prositi poput mnogih velikih i poglavitih muževa Grka, Bugara, Srba i Albanaca te kao prognanici u siromaštvu i umrijeti". Nagnane izbjeglice i izbjeglice pred ratnim razaranjima i okupacijom su bili pripadnici svih slojeva hrvatskog društva kojima je bilo zajedničko da nisu imali kamo otići, a odlazili su iz svog kraja kada više nisu mogli podnijeti neprijateljski pritisak. Izgnanici su bili oni stanovnici koji su ostali u svojim krajevima nakon što su ih Turci zauzeli, nadajući se da će im život biti moguć. No, svi su bili vrlo brzo izgnani iz vjerskih, političkih i etničkih razloga. Ovoj skupini pripadaju pored civila, i taoci i ratni zarobljenici. Prognanici i zarobljenici-prognanici su pod svaku cijenu nastojali ostati, no nisu mogli ostati jer su im osmanski sustav vrijednosti i norma ponašanja bili crta koju nisu htjeli prijeći. Prebjezi su bili u početku pravoslavci, a kasnije hrvatski starosjedioci koji su do tada služili u osmanskim pograničnim postrojbama.
Od teškog poraza u bitci na Krbavskom polju 1493. godine pa do velike pobjede u bitci kod Siska 1593., sve zemlje hrvatskoga Kraljevstva od Jadranskoga mora do Dunava i Drave proživjele su dubinske promjene. Rečeno je stogodišnje razdoblje izrodile sve fundamentalne probleme hrvatske povijesti novoga vijeka, a čije posljedice traju do danas. Radi se o iseljavanju starosjedilačkoga hrvatskog stanovništva, gubitku ozemlja te o osnivanju Vojne krajine i dolasku sasvim novoga stanovništva (polunomadskih Vlaha) iz Turskog Carstva.

## Seobe stanovništva
Hrvati se povlače na sjever i zapad. Stanovništvo iz Pounja i okolnih krajeva odlazi u Gradišće (i okolne krajeve), Istru, Donju Sutlu, Prekokuplje, a iz Huma u Molise, zapadnu Liku i Istru, Bačku, s istočnojadranske obale i zaleđa na zapadnu jadransku obalu. Središnji dio hrvatske oko Vrbasa se prazni i tamo se doseljava pravoslavno stanovništvo. Preostali katolički Hrvati u tim krajevima koji se nisu dali islamizirati, u znatnom broju prešli su na pravoslavlje, jer nije bilo katoličkog svećenstva, pravoslavno svećenstvo htjelo je podložiti i katolike pod svoju nadležnost preko raznih mjera pritisaka, odluka katoličkih vjernika koji su za ostati kršćanima i ne islamizirati se odlazili pravoslavnom svećenstvu. Budući da su katoličke zemlje bile susjedi s kojima su Osmanlije bile u ratu, za razliku od pravoslavnih, katolički je element doživljavan kao nepouzdan i subverzivan. Ostali razlozi su različiti pravni položaj Katoličke i Pravoslavne Crkve u Turskom Carstvu, progoni katolika od strane srpsko-pravoslavne hijerarhije, unutarnji odnosi među redovničkim i svjetovnim klerom, provedba grgurevskoga kalendara itd.

## Područja ugroze
Postojale su tri područja ratne ugroze. Prvo je bila teritorij Hrvatskog Kraljevstva nad kojim ni Hrvatska ni Osmansko Carstvo nisu imalo kontrolu te područja Hrvatskog Kraljevstva pod teškom ugrozom osmanskih vojnih operacija. Bilo je dubine do 50 km, a zapravo je pokrivala područja uz granicu odnosno kasniju Vojnu krajinu. Nadgradnja i podgradnja je bila dosta srušena, gospodarski život vrlo loš i bilo je izloženo snažnom iseljavanju.
Drugo je bilo pod povremenim provalama osmanskih regularnih i neregularnih snaga. Kontrolirale su ju hrvatske vlasti, a u tom se području odvijao kakav-takav gospodarski život. Populacijski se popunjavalo iz raseljenih osoba iz prvog područja. Plemstvu je služilo kao gospodarski oslonac za branjenje ili pokušaje oslobađanja njihovih posjeda u prvoj zoni. Ta područja su živjela kao gospodarska potpora vojsci.
Treće područje je bilo sigurno od osmanskih provala, no u njega se ubraja i područja koja su ponekad bila imala osmanske provale.

## Hrvatske postrojbe
Područja su branile uglavnom hrvatske snage 85-90%: hrvatski haramije, pješaci, hrvatski konjanici, husari, a od zapadnih saveznika Štajerci, Nijemci i Španjolci. Viši zapovjednici (generali, kapetani) su većinom Nijemci, jer su njemačke zemlje najviše financirale obranu Hrvatske.
U jednom razdoblju su svu težinu borbe nosili su hrvatski plemići i velikaši. Ponajviše su to bili Zrinski, Frankopani, Erdödyji i drugi.

## Kronologija
- 1415. – Bitka kraj Lašve 10. kolovoza, vojska Hrvoja Vukčića-Hrvatinića uz pomoć Turaka pobijedila ugarsko-hrvatsku vojsku.[28]
- 1430. – 1433. Konavoski rat. Radoslav Pavlović je zaratio s Dubrovnikom. Rat je ostavio veliki trag na Dubrovnik, Hum i Bosnu te umnogome utjecao na situaciju u jugoistočnoj Europi. Jednako je vođen vojno i diplomatski. U rat je osim tih triju zemalja, bila uvučena Ugarska, Porta i despot Đurađ Branković.[29]
- 1432. Kralj Žigmund Luksemburški uspostavlja 3 obrambena tabora[30]: hrvatski tabor za obranu Hrvatske i Dalmacije, slavonski tabor usmjeren prema Uni i usorski tabor za obranu sjeverne Bosne i Podunavlja.
- 1435. – 1445. Velike turske provale u Hrvatsku i Ugarsku, međusobnih borbi velikih feudalaca, rat bana Matka Talovca protiv Ivana Frankopana oko nasljeđivanja baštine cetinskih knezova Nelipića.
- 1440. – Rat za hrvatsko-ugarsku krunu između udovice posljednjega hrvatsko-ugarskog kralja, Alberta II. Habsburgovca, Elizabete i Vladislava I. Jagelovića.
- 1443. – 1444. Veliki turski rat Vladislava II. Jagelovića. Bitka kod Varne u pohodu na Varnu (Bugarska) i veliki poraz.
- 1456. – Pobjeda Ivana Hunjadija kod Beograda. Iz zauzetih djelova Bosne Turci (Vrhbosna, Hodidjed) provalili na sjever do Save, gradeći preko te rijeke mostove i brodove, kojima su provaljivali u Slavoniju.[31]
- 1457. – Stjepan Tomašević sprema se na vojnu s Turcima i oduzimanje Srebrenice srp. despotu. Papa Kalikst ga je podupirao, no smrt kralja Ladislava Postuma, pa slaba pomoć s kršćanske strane, osujetile su namjere bos. kralja i rimskoga pape. Ipak se uputio u pohod na Srbiju, oborio na one oblasti, koje su despoti držali između Bosne i Drine (Srebrenica i 11 kaštela). Pohod nastavio dublje u Srbiju gdje je za despota postavljen Mihajlo Angelović.[31]
- Matija Korvin (1458. – 1490.) sklapa savez s Bosnom protiv Turaka. Njegovim dopuštenjem Stjepan Tomašević postaje srp. despot ženidbom za Maru, kći Lazara Brankovića (travnja 1459.). Turci ne žele gubitak vrhovne vlasti nad Srbijom, zbog čega interveniraju poslije.[31]
- 1459. – U tužnim međukršćanskim razmiricama i spletkama, pored osmanskog napada, zbio se pad Srbije i pretvaranje iste u pašaluk. Smederevo predano Turcima, srp. despotica Jelena sklanja se u Bosnu. Matija Korvin krivio je bos. kraljevića da je za novac predao grad.[31]
- 1460. – Osmanlije pod Hasan-pašom provalili u Bosnu. Bos. kralj Stjepan Toma je bio prisiljen dopustiti Turcima prolaz, provaljuju preko Save u vukovsku i srijemsku županiju. Mlečanima nudi bos. krunu, u zamjenu za zaklon.[31]
- 1461. – Nestaje kralj Stjepan Toma; navodno su ga umorili sin mu Stjepan Tomašević i brat Radivoj pod zidinama grada Orihovice na izvoru Une u Hrvatskoj.[31]
- 1463. – Stjepan Tomašević izmirio se s bos. vlastelom i moćnikom.[31]

- ljeti 1463. Mehmed II. napada Bosnu, pad Bosne.
- jeseni 1463. Matija oslobađa dio Bosne do Jajca, uspostavlja Jajačku i Srebrničku banovinu. Izbio mletačko-osmanski rat koji je potrajao do 1479. godine.
- 1464. Matija Korvin imenovao Mirka Zapolju upraviteljem kraljevstva bosanskoga i banom Dalmacije, Hrvatske i Slavonije. Osmanski pohod na Bosnu. Pohod kralja Matije Korvina na Bosnu.[32] Nakon ove kampanje pojavljuje se služba bana Bosne.[33] Bitka kod Jajca, Srebrenika i Zvornika.[33]
- 1465. – Pohod Matije Korvina na Bosnu (kratki) i Hercegovinu i Hum (dugotrajniji).;[34][35] pada pod Osmanlije Blagaj na Buni
- 1471. pada Počitelj na Neretvi, važna utvrda
- 1476. – Na nagovor vladara Perzije Usuna Hasana, Matija Korvin s 60.000 vojnika 15. veljače zauzeo osmansko polazište za pohode Šabac.[36] Bitka kod Šapca (bos. banovina).
- 1477. – Nakon smrti Nikole Iločkog, velike turske provale i pustošenja. 18. listopada kraljeva poslanica Kraljevini Hrvatskoj kojom joj podjeljuje pravo samoj upravljati zemaljskom obranom svojom. Osmanlije provalile do Furlanske i Mletaka.[36][37]
- 1478. – 20. siječnja sabor u Zdencima, gdje se točno ustanovilo, kako će Hrvatska suzbijati Turke. Uspjeh polučen već ljeti, kad su hrvatske i mletačke snage predvođene Petrom Zrinskim pobijediše 20.000 tur. konjanika, a ostatak je dokrajčio kapetan grada Jajca.[37]
- 1479. – Turska opasnost nije spriječila međusobna trvenja hrvatsko-ugarskog kralja s hrv. feudalcima. Rat Matije Korvina protiv Frankopana 1479. – 1480. Turska provala u Međumurje 24. kolovoza, pustoše po Štajerskoj i zap. Ugarskoj. Najesen Turci pustoše Hrvatsku, Slavoniju, Kranjsku i Štajersku. Bitka kod Brežaca i turski poraz.[37][38] Rat Matije Korvina protiv Fridrika III. 1479. – 1487.[39] Velika pobjeda u bitci na Kruhovom polju.
- 1480. Kolovoza Daut-paša provalio u Hrvatsku, Kranjsku, Korušku i Štajersku.[40] Studenoga kralj Matija Korvin upada u Bosnu do Sarajeva. Bitka kod Travnika.[41]
- 1481. – Tijekom svibnja umire sultan Muhamed II. Ratovanja za prijestolje nasljednika braće Bajazita i Džema. Prigodu koristi Vlatko Kosača koji na poziv tamošnjih Vlaha ljeti upada u Bosnu.[41] Bitka kod Vrhbosne.
- 1482. pada Herceg-Novi, godina pada Hercegovine[41]
- Vladislav II. Jagelović (hrv.-uga. kralj od 1490. – 1516.) uveo plaćanje ratne daće (dica) u Ugarskoj, ali je Hrvatsku oslobodio plaćanja te daće.
- 1483. – Hrvatska vojska dočekala Turke kod broda Zrinskoga na Uni na povratku s velike osmanske pljačkaške vojne, pobijedila ih u dvodnevnoj bitci 29. i 30. listopada. Poslije poraza Bajazit ponudio petogodišnje primirje. Slijedi višegodišnji mir od turskih provala.[41]
- 1485. – U ratu Matije Korvina i Fridrika III., Korvin opsjeda i zauzima austrijske gradove te opsjeda sami Beč. 16. prosinca 1487. sklopio je Fridrik s Korvinom primirje, koje se poslije produljilo do 8. rujna 1490.[41]
- 1488. – Buna zagorskih knezova Jurja i Vilima, sinova bana Vitovca. Kralj im je oduzeo nekoliko gradova i 1490. dao Ivanu Korvinu.[42]
- 1490. izbio rat za hrvatsko-ugarsku krunu između pristaša Vladislava II. i pristaša Maksimilijana Habsburgovca.
- 1491. Požunski mir koji je okončan rat za hrvatsko-ugarsku krunu. Svi se velikaši nisu pokorili novom kralju.
- 1491. velika pobjeda hrvatske bansko-feudalne vojske u bitci u klancu Vrpile, nedaleko od Krbavskog polja, nad Turcima koji se vraćaju s pohoda po Kranjskoj.
- 1493. Rasap grada Modruša. Krbavska bitka, veliki poraz hrv. snaga. Znatni ljudski gubitci, većina hrv. plemstva je izginula.
- 1494. Preživjelo hrv. plemstvo se skuplja na Sabor u Bihaću, odakle 10. travnja preko pape i njemačkog cara Maksimilijana šalje poruku kršćanskoj Europi u kojoj vapi za pomoć.[43] Kolovoza osmanske snage prešli su Savu kod Mitrovice te pustošili istok Hrvatske, odvevši 7000 zarobljenih iz požeške, samoborske i zagorske okolice. Jakup-paša upao u Hrvatsku preko Une, a neki nezaštićeni velikaši mu se pokoriše. Iznimno loše financijsko stanje: južno od Save i Kupe nikakve se ratne daće nije pobiralo, jer su te krajeve Turci gotovo uništili, a u sjevernoj Hrvatskoj samo polovica „izvanredne daće". U listopadu kralj Vladislav obračunava se s Lovrom Iločkim, osvajajući i opsjedajući njegove gradove.[44]
- 1495. Kralj Vladislav sklopio primirje s Turcima.[44]
- 1499. – Izbio mletačko-osmanski rat koji je potrajao do 1503. godine.
- 1513. pobjeda kod Dubice
- 1518. prodor hrvatskih snaga do okruženog Jajca
- 1519. novi prodor hrvatskih snaga do okruženog Jajca (ban Petar Berislavić), Hrvatska dobila naslov Antemurale Christianitatis (papa Lav X.).[45]
- 1520. Ban Petar Berislavić pogiba u turskoj zasjedi na Vražjoj gori kod Korenice[45]
- 1521. pada Beograd, ključ Ugarske i Hrvatske, Turci osvajaju Srijem, padaju Knin, Sinj i Skradin
- 1522., 19. studenoga[46] Govor Oratio pro Croatia Bernardina Frankopana, njemačkim staležima, na carskom saboru u Nürnbergu, neuslišeni vapaj za pomoć Hrvatskoj.
- 1525. prodor hrvatskih snaga do okruženog Jajca

- 1526. Sulejmanov pohod na Ugarsku preko Hrvatske, te osvaja (Osijek i Vukovar). Opsada i pad Petrovaradina. Borbe oko Petrovaradina. Mohačka bitka. Pada dinastija Jagelović u Hrvatskoj i Ugarskoj.
- Hrvatski Sabor u Cetinu 1527. bira Ferdinanda Habsburgovca za kralja, a slavonski u Dubravi bira Ivana Zapolju za kralja
- 1527. građanski rat u Hrvatskoj i Ugarskoj, Ferdinand I. šalje snage u Ugarsku, bitka sa Zapoljom kod Tokaja, pobjeđuje, zauzima Stolni Biograd i Budim, opsada Varaždina, slavonsko plemstvo u Križevcima izabire Ferdinanda Habsburgovca za kralja; osmanske snage osvajaju Liku, Krbavu, dolinu rijeke Zrmanje i Udbinu, prekid kopnene veze sj. i j. Hrvatske
- 1528. Osmanlije osvajaju Jajce i Banju Luku, pad Jajačke banovine
- 1527. – 1530. savez Ivana Zapolje s Osmanskim Carstvom protiv kraljevina pod Habsburgovcima; sultan Zapolji predaje prava na Ugarsku i za nj osvaja Budim, 1529. opsjeda Beč, Zapoljina struja osvaja Slavoniju, Ferdinand šalje kranjsko konjaništvo u Slavoniju od kojih stradava Zagreb, 1530. novi sabor slavonskog plemstva u Križevcima okončava građanski rat
- 1532. Pomirbeni sabor u Keneseu. Treći Sulejmanov pohod na Ugarsku i Beč, neuspješna turska opsada Kisega (zadržale ih snage Hrvata Nikole Jurišića), u povratku se Turci vraćaju preko Hrvatske, sultanova skupina pravcem duž Drave od Varaždina, Koprivnice i Virovitice, a vezirova preko Križevaca, Čazme i Posavinom, spajajući se kod Beograda. Bezvlađe u Kraljevini Hrvatskoj i Slavoniji kojke je trajalo od 1532. do 1537. godine.
- 1533. Ferdinand i brat Karlo V. mobiliziraju 100.000 ljudi kod Beča. Ljeti Ferdinand i Sulejman ugovaraju mir.
- 1536. Turci upali u ist. Slavoniju, osvajaju Požegu, Valpovo, Našice, Bedemgrad, Košku, Suboticu, Gorjane, Đakovo i još neke utvrde u blizini.
- 1537. Turci osvojili Klis nakon ustrajne Kružićeve obrane i uz mletačku pomoć nepomaganjem i oštrim prijetnjama pomagačima Klišana,[47] pad j. Hrvatske. Pada Požega. Katzianerova vojna: protupohod u Slavoniju, cilj Osijek; vojskovođa bježi, poraz u bitci kod Gorjana. Izbio mletačko-osmanski rat koji je potrajao do 1540. godine.
- 24. veljače 1538. mir u Velikom Varadinu između Ferdinanda i Ivana Zapolje: Zapolji priznato kraljevanje u dijelu Ugarske gdje je vladao, Ferdinandu priznato pravo na Slavoniju, Hrvatsku i Dalmaciju, a po Zapoljinoj smrti i Ugarska; rođenjem sina Zapolja prenosi prava na sina Ivana Sigismunda, a ne na Ferdinanda
- 24. travnja 1538. Turci zauzeli Dubicu. Bijeg posade iz Subockog grada i Jasenovca. Zbog mogućeg pada Hrastovice, bio je ugrožen i Zagreb, no Tomo Nadaždi i Marko Tomasović vratiše Jasenovac.[20]
- 5. rujna 1538. Ferdinand na prijedlog Nikole Jurišića daje posebne privilegije većinom katoličkim Vlasima kojima su dopustili naseliti se po Bilogori i uz pritoke Čazme.[20]
- 1539. – 1540. Oružane razmirice po posjedima biskupa Šimuna od Erdeda i knezova Zrinskih (braće Ivana i Nikole)[48]
- 1540. – 1547. habsburško-osmanski rat 1540. – 1547.
- 1540. Turci iz bos. i kliškog sandžaka udrili na zrinske posjede u Pounju; turska opsada Zrina, Zrinski odolio opsadi[20] Zapolja umro 22. srpnja. Ugarska na Rakoškom polju polovicom rujna izabrala Zapoljinog sina za kralja,[49] Ferdinand vojno reagira radi ostvarenja prava na Ugarsku, osmanska protureakcija 1541. je 4. pohod koji uglavnom obuhvaća Ugarsku;[50][51] formira pašaluk koji dijelom obuhvaća i hrvatski teritorij, Ferdinandu ostaje z. Ugarska te ostatak Hrv. Kraljevstva. Neshvaćanje situacije: hrv. vlasti predlažu rušenje kaštela u Božjakovini.[52]
- 1541. stanje: Hrvatska na jugu Kupe pak do Une i do mora nije ni oporezovana zbog ratnih razaranja još od kralja Vladislava II., a u Slavoniji samo 10.645 ognjišta se moglo oporezovati; u Križevačkoj županiji tek 1501.[51]
- 1543. Bosanski paša provalio u Slavoniju, čije su granice bile slabo uređene, 15. travnja zauzeli Voćin (Očin), Stupčanicu, Čaklovac, Bijelu Stijenu, Čazmu (Začezan), Orahovicu i Pakrac. 26. travnja Sulejman II. krenuo iz Drinopolja prema Savi na Ugarsku (5. Sulejmanov pohod). Poč. lipnja sagrađeni za tur. vojsku mostovi kod Petrovaradina i Osijeka. U lipnju i srpnju u Ugarskoj pali su Šikloš, Pečuh, Budim, Ostrogon i Stolni Biograd. Intervencija hrvatsko-ugarskih snaga kod Blatnog jezera protiv tatarskih haranja; bitka kod Šomljova. 24. kolovoza hrv. pobjeda u Gackoj kod Otočca. Car Ferdinand sabrao vojsku za protuudar na Ostrogon, no zbog protivljenja pola njegove vojske (Čeha i Moravljana) morao je odustati. Sabor traži stalnu organizaciju slavonske krajine. 5. studenoga požeški sandžakbeg Muratbeg napao Brezovicu. 6. studenoga pala Brezovica, zbog čega su napušteni Pakrac i Petrovina.[53]
- 1544. Pala Kraljeva Velika. Sisak utvrđen.[54] Neuspjela Ferdinanrodva mirovna inicijativa preko egerskog prepošta Jerolima Adarna (jer je umro 1545.) te Karla V.[55]
- 1545. Nakon pada Moslavine, turske snage pustoše, područje Božjakovine opustošeno i prodiru do Konjšćine.[52] 4. svibnja poraz u kod Konjšćine. Pad grada Moslavine.[54] Primirje u Budimu. Slavoniju brani Wildenstein, Pounje od Kostajnice do Bihaća ban Zrinski, u Bihaću kapetan Juraj Sauer, u Ripču Erazam Sauer, u Senju kapetan Martin Gall. Pali Moslavinagrad i gradovi na Moslavačkim i Garičkim brdima: Plodin, Košuta i Garić. Neuspješna turska opsada Ustilonje.[55]
- 1547. Ferdinand nakon teških poraza traži primirje od 5. godina, plaća godišnji danak od 30.000 dukata. Sklopljeno 19. lipnja.[54]
- 1550-ih Velika turska ofenziva.[52]
- 1552. Erdeljski zapleti rezultiraju novim sukobima s Turcima, koji su osvojili Viroviticu, Čazmu (opet) i Kostajnicu i Moslavinu, sve do rijeke Česme i Dubravu, nakon čega kaštel Božjakovina, dotad izvan pojasa tvrđava koje su činile vojnu krajiniu, postaje dio obrambenog sustava.[52] Hrvatska podiže utvrdu Sisak i Senj. Primirje.
- 1554. 24. kolovoza Bitka kod Đurđevca.[54]
- 1556. Turci neuspješno opsjedaju Siget u Ugarskoj, velike zasluge hrvatskih snaga. 17. srpnja izdajom pala Kostajnica.[54] 22. – 23. srpnja Bitka kod Rinje.[54] Pao Novigrad (Dvor na Uni). Pobuna hrvatskih plemićkih rodova Draganića i Domagovića. Turci zauzeli imanje topuske opatije.[56] 13. kolovoza bitka kod Zagreba.
- Zrinski postaju vlasnici Međimurja i Čakovca, koji im postaje sjedište.
- 1557. Zagreb se počinje nazivati hrvatskom prijestolnicom.
- Hrvatska žilavo drži Pounje, Kostajnica i Bihać ključni gradovi. "Vrata Hrvatske" Kostajnicu sramotno predaje kostajnički kapetan, čime Turci prelaze Kupu, pljačkaju Turopolje, turski poraz pod Zagrebom. Pada Banovina. Obrambena crta je umjesto Une, Kupa.
- Ferdinand uvodi središnji ured, Ratno vijeće za sve kraljevine kojima je kralj (Austrija, Češka, Hrvatska i Ugarska)
- 1558. Hrvatska pobjeda u bitci kod Hrastovice.
- 1559. Veliki poraz turskih snaga u bitci kod Klane.
- 1560. – 1564. habsburško-osmanski rat 1560. – 1564.
- 1560. – Hrv. snage predvođene Zrinskim i Jurjem Lenkovićem porazile Turke u bitci kod Žirovice.
- 1562. Primirje. Bitka kod Slatine, hrv. pobjeda.
- 1564. Maksimilijan Habsburgovac postaje novi hrvatski kralj.
- 1565. – 1568. habsburško-osmanski rat 1565. – 1568.
- 1565. Turski pohod na Hrvatsku, osvajaju Krupu na Uni, koju je branio Matija Bakić[57] s malom posadom. Hrvatska pobjeda kod Obreške (blizu Ivanića), pod vodstvom bana Petra II. Erdődyja. Turci topovima razorili topuski cistercitski samostan i crkvu.[56]
- 1566. Neuspješni pokušaj nagodbe s Ivanom Sigismundom Zapoljom, novi građanski rat. U svibnju 6. Sulejmanov pohod na Ugarsku, na poticaj Mehmed-paše Sokolovića. Poraz Turaka u bitci kod Šikloša. Udar na Siget, bazu odakle je Nikola Šubić Zrinski kretao u napad na Turke oko Blatnog jezera. Pada Siget.
- 1567. Maksimilijan potiče pregovore o miru.
- 1568. U Drinopolju dogovoren mir na 8 godina: odredbom tog mira Ivan Sigismund se mora nagoditi s Maksimilijanom.
- 1570. Ivan Sigismund Zapolja se odrekao naslova kralja, ostaje erdeljskim vojvodom, Maksimilijan se obvezuje da će Erdeljci sami izabrati vladara poslije Zapoljine smrti. Izbio mletačko-osmanski rat koji je potrajao do 1573. godine.
- 1571. Umire Ivan Sigismund Zapolja, a s njime izumiru Zapolje.
- Radi obrane su ustrojene kapetanije u Senju, Ogulinu, Bihaću, Hrastovici, Žumberku, Ivaniću, Križevcima i Koprivnici i tako je pokriveno područje od mora do Drave. Uspostavljen sustav vojničkih utvrda i stražarnica: Karlovačka ili Hrvatska krajina i Slavonska vojna krajina odnosno Varaždinski generalat su bile pod izravnom kraljevom upravom, Banska krajina pod hrvatskom banskom upravom.
- 1573. Gupčeva seljačka buna, bitke kod Krškog i Stubičkih Toplica
- 1574. Turci napali Bihać.
- 1575. Ferhat-paša osvaja porječje Gline i međurječje Une i Kupe. Bitka kod Budačkog.
- 1576. Rudolf II. postaje hrvatski kralj. Padaju Cazin i Bužim.
- 1577. Padaju Kladuša, Ostrožac, Zrin, Pećigrad, Podzvizd i Drežnik. Počela opsada ključnog grada Gvozdanskog. Padaju posljednji dijelovi (osim Bihaća i okolice) područja Hrvatskog Kraljevstva kasnije nazvanog Turska Hrvatska, a danas poznatog pod nazivom Bosanska Krajina.
- 1578. Palo Gvozdansko. Kralj predao neposrednu upravu u Vojnoj krajini stricu Karlu, izvan nadležnosti Hrvatskog Sabora i bana, unatoč žestokim prosvjedima istih. Krajem godine vraćeno Gvozdansko, Zrin, Novigrad i ine utvrde zapadno od Une;, Ferhad-begova vojska razbijena i protjerana preko preko Une. Epidemija kolere rasipa kršćanske redove, što dovodi do novog upada Ferhad-begove vojske u Pounje.[58]
- 1579. Izgrađen Karlovac.
- 1580. Bosna postaje osmanski pašaluk.. Pada Bihać. Turski upad na Turopolje.

- od 1584. niz manjih pobjeda hrvatske vojske (Slunj, Ivanić-Grad[provjeriti Ivanić-Grad]).
- Dugi rat 1591. – 1606.
- 1591. Hasan-paša Predojević opsjeda Sisak. U protuudaru i progonu Turaka oslobođena Moslavina. Turci u povlačenju pale okolinu Božjakovine i Vrbovca.[59] Početkom listopada 1591. Turci s 4 do 5 tisuća vojnika upadaju u Moslavinu u kraj između Ivanića i Križevaca, opustošili su okolicu Križevaca, 5. listopada kaštel Božjakovina je spaljen i sklonjeni pučani porobljeni, a trgovište uništeno.[52]
- 1592. Turci ne uspijevaju osvojiti Sisak, ključ Hrvatske. Za tu svrhu su sagradili grad Petrinju (utvrda Novigrad, Yeni Hisar) radi zaobilaženja Siska i da im posluži kao istureno uporište za napade na Hrvatsku. Opsjedaju i osvajaju nekad slobodni kraljevski grad Bihać, koji se nikada više neće moći osloboditi, te će trajno ostati izvan matičnog hrvatskog teritorija. 27. rujna 1592. najžešća turska provala na Mraclin. Pljačkaški odredi (akindžije) Hasan-paše Predojevića pretvorili su Mraclin u zgarište. Turci razorili vukovinsku tvrđavu. Turopolje u 16. stoljeću najžešća je meta turskih napada. Nakon pada Bišća, Hrvatski Sabor donio Odluku o sveopćem zemaljskom ustanku (insurekciji) na obranu domovine i o dostavi hrane vojsci. Time u ratnim okolnostima kad ban uputi poziv, u rat moraju poći svi plemići hrvatskog kraljevstva osobno, sve duhovne osobe, građani i kmetovi.[60] Sulejmanov namjesnik u Bosni Hasan-paša htio je zauzeti biskupsku tvrđavu Sisak da bi nastavio pohod prema sjeverozapadu. Dva neuspjeha su ga razbjesnila pa je pustošio po Posavini i Turopolju, spalivši sva sela. To pljačkanje, palež i ubijanje prestrašili su stanovnike Zagreba i okolice toliko da su mnogi izbjegli u Štajersku i Kranjsku.[61]
- 1593. sisačka bitka u lipnju, katastrofalni poraz turskih snaga.[60] Osmanlije pretkraj godine uspijevaju privremeno zauzeti Sisak.[60]
- 1594. veliki kršćanski protuudar na Petrinju, koju Turci u povlačenju pale. Petrinja poslije opet pada pod tursku vlast. Hrvatske snage oslobodile Sisak.[60]
- 1595. Oslobođena Petrinja, Hrastovica i sve ozemlje u sjevernom porječju rijeke Kupe.[60] Rudolf II. poziva potlačene narode na protuturski ustanak. Česti hrvatski upadi na osmanske posjede, Vlasi počinju dolaziti na hrvatsku stranu, sukobljavaju se sa starosjediteljima.
- 1606. žitvanski mir, stabilizacija hrvatske granice, Hrvatskoj vraćeni Čazma, Petrinja, Rovišće i Moslavina, gubi Bihać. Nakon ovog Vlasi sve intenzivnije mijenjaju stranu i prelaze novoj strani koja je pobjeđivala, kršćanskoj. Hrvatsko Kraljevstvo (blijedosmeđe), Dubrovačka Republika (žuto), posjedi Mletačke Republike na hrvatskoj obali (narančasto) te Bosanski pašaluk u Osmanskom Carstvu (zeleno) 1606. godine.
- 1607. Ustanak Uspješni ustanak u Slavoniji i Srijemu. Turski protuudar iz Ugarske uspješno odbijen, drugi protuudar koji je došao iz Bosne ugušio pobunu.
- 1618. – 1648. zatišje zbog Tridesetogodišnjeg rata
- 1637. Sukob Petra Zrinskog s Turcima kod Velike Kaniže u Mađarskoj.
- 1648. – Izbio Kandijski rat, mletačko-osmanski rat koji je potrajao do 1669. godine.
- 1649. Bitka kod Slunja, hrvatska pobjeda.
- 1651. Bitka kod Kostajnice.
- 1655. Bitka kod Perušića, hrvatska pobjeda.[62]
- 1663. – 1664. habsburško-osmanski rat 1663. – 1664. (6. austrijsko-turski rat, Erdeljski rat)[63]
- 1663. Niz bitaka za Novi Zrin: 13. kolovoza, 17. studenoga. Bitka kod Jurjevih Stijena kod Otočca.
- 1664. Turska opsada i razaranje Novog Zrina. Monošterska bitka 1664.
- 1664. Sramotni Vašvarski mir.[64] Pohod Nikole VII. Zrinskog sve do Osijeka.
- Zrinsko-frankopanska urota: hrvatsko-ugarski pokušaj prevrata zbog kukavištva i neaktivnosti Habsburga na oslobođenju Hrvatske i Ugarske.[65]
- kraj 16. – poč. 17. stoljeća – naseljavanje Vlaha
- Veliki turski rat 1662. – 1699. Petrovaradin naizmjence pada iz turskih u kršćanske ruke.[66]
- 1684. – Izbio Morejski rat, mletačko-osmanski rat koji je potrajao do 1699. godine.
- 1687. bitka kod Šikloša, oslobađanje mnoštva istočnohrvatskih (i ugarskih gradova[67]
- 1691. Bitka kod Slankamena. U toj bitci poginuo je, pogođen hitcem u leđa, Adam Zrinski, sin bana i grofa Nikole VII. Zrinskoga.[68]
- 1714. – Sinjski rat (drugi morejski rat, Mali rat), mletačko-osmanski rat koji je potrajao do 1718. godine.

## Vanjske poveznice
- Izvori vezani uz Krbavsku i Mohačku bitku
- Izvori vezani uz ratove s Turcima
- Zemljovid Stogodišnjeg hrvatsko-turskog rata
- Večernji list doc. dr. sc. Hrvoje Gračanin: Petar Zrinski s 2000 krajišnika potukao 8000 Turaka i - kažnjen, 4. srpnja 2010.
- [neaktivna poveznica] Dane Gruber: Borba Hrvata s Turcima od pada Sigeta do navale Turaka na Sisak (1566-1576) u Zabavnik hrvatske omladine za godinu 1878., Djaško društvo Hrvatski dom na I. hrvatskom sveučilištu, Zagreb, 1878.
- Historijski zbornik, g. XXXVII (1)  Arhivirana inačica izvorne stranice od 4. ožujka 2016. (Wayback Machine) Tomislav Raukar: Turci i hrvatsko kasnosrednjovjekovno društvo
- Bože Mimica: U vihoru mletačko-turskih ratova. Slobodna Dalmacija, 31. ožujka 2004.